# Oxyopes lenzi
Oxyopes lenzi är en spindelart som beskrevs av Embrik Strand 1907. Oxyopes lenzi ingår i släktet Oxyopes och familjen lospindlar. Inga underarter finns listade i Catalogue of Life.